# Серпа (город)
Серпа (порт. Serpa) — город в Португалии, центр одноимённого муниципалитета Серпа округа Бежа. Численность населения — 8,6 тыс. жителей (город), 16,2 тыс. жителей (муниципалитет). Город и муниципалитет входит в регион Алентежу и субрегион Байшу-Алентежу. По старому административному делению входил в провинцию Байшу-Алентежу.

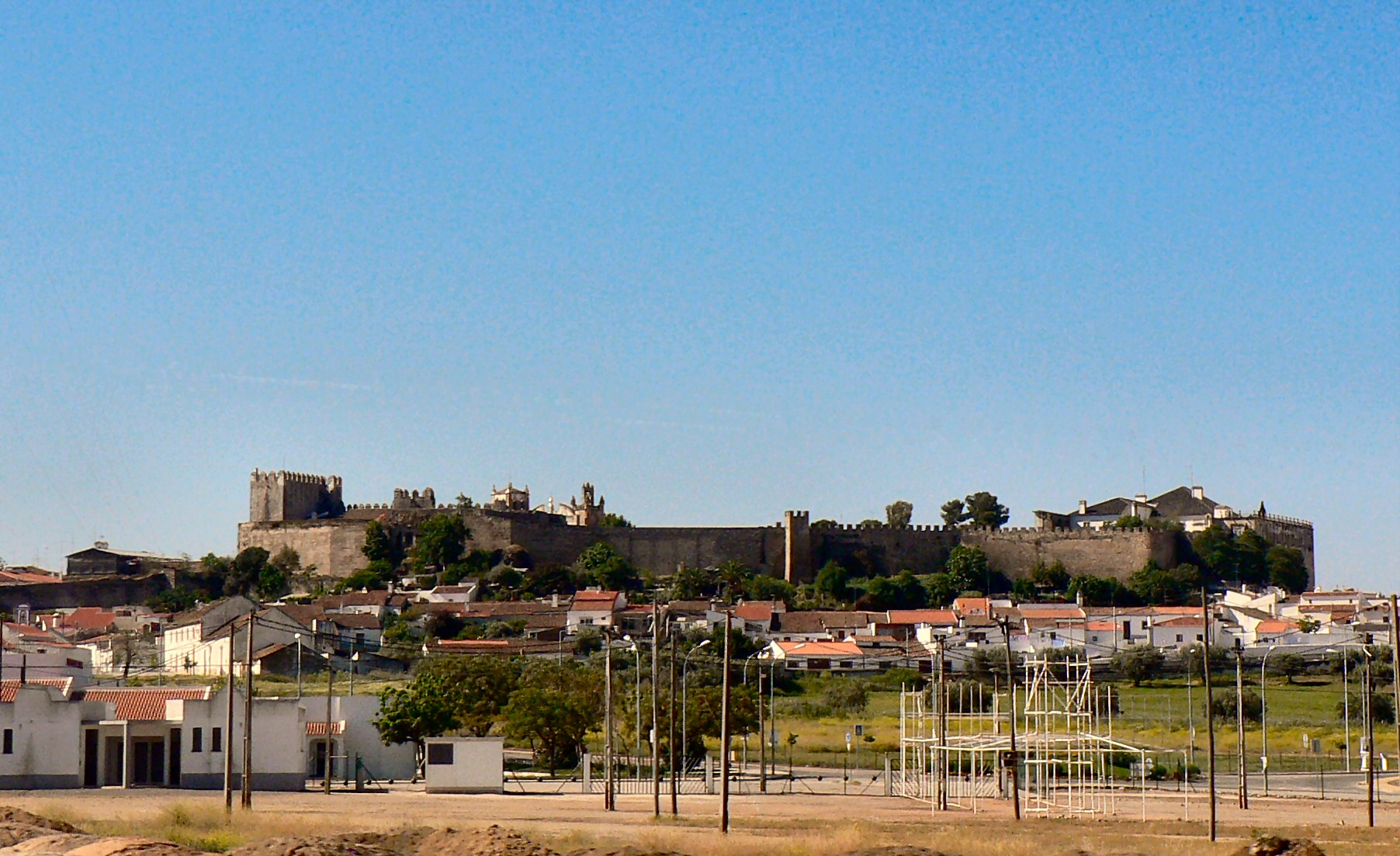
Замок Серпа

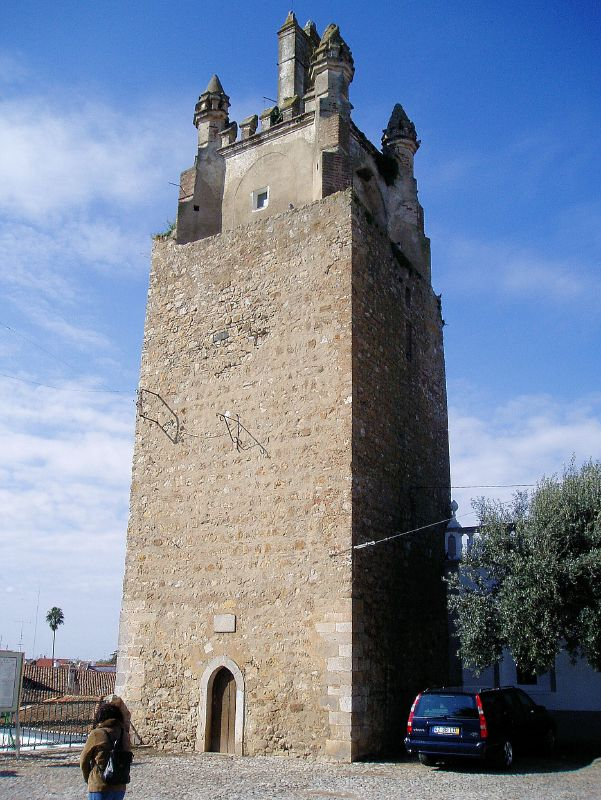
Башня с часами

## Расположение
Город расположен в 24 км юго-западнее адм. центра округа г.Бежа, на автомобильной трассе Лиссабон — Севилья.
Вблизи города протекает река Гвадиана.
Расстояние до:
- Лиссабон — 159 км
- Бежа — 24 км
- Эвора — 74 км
- Сетубал — 130 км
- Фару — 107 км

Муниципалитет Серпа граничит:
- на севере — муниципалитет Видигейра
- на северо-востоке — муниципалитет Мора
- на востоке — Испания
- на юге — муниципалитет Мертола
- на западе — муниципалитет Бежа

## Население
| Население муниципалитета Серпа | Население муниципалитета Серпа | Население муниципалитета Серпа | Население муниципалитета Серпа | Население муниципалитета Серпа | Население муниципалитета Серпа | Население муниципалитета Серпа | Население муниципалитета Серпа | Население муниципалитета Серпа |
| ------------------------------ | ------------------------------ | ------------------------------ | ------------------------------ | ------------------------------ | ------------------------------ | ------------------------------ | ------------------------------ | ------------------------------ |
| 1801                           | 1849                           | 1900                           | 1930                           | 1960                           | 1981                           | 1991                           | 2001                           | 2004                           |
| 7512                           | 9662                           | 17 357                         | 29 445                         | 32 476                         | 20 784                         | 17 915                         | 16 723                         | 16 072                         |

## История
Город основан в 1295 году.

## Достопримечательности

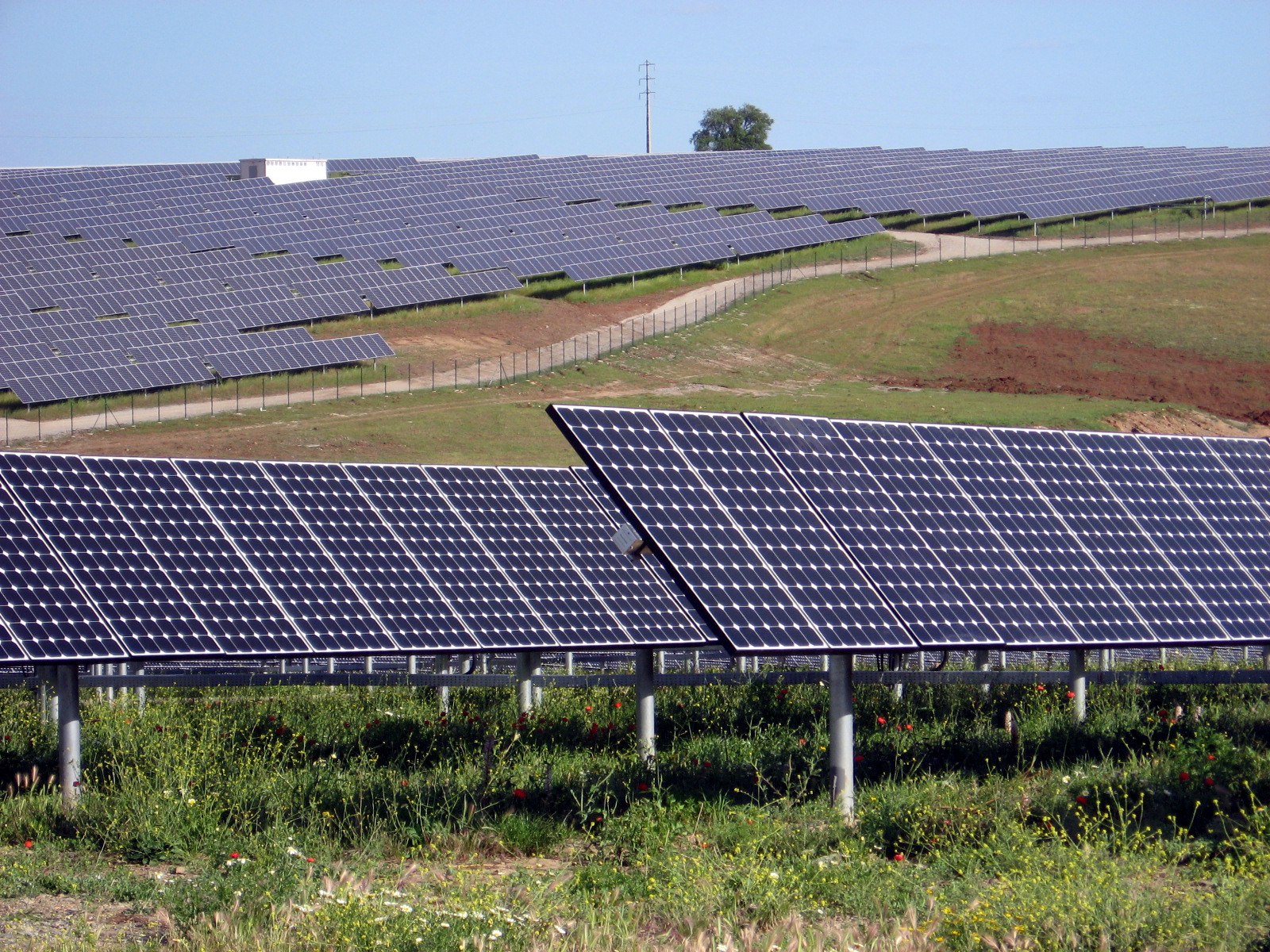
Солнечная электростанция в Серпе

- Солнечная электростанция на 11 МВт (52 000 солнечных модулей)

## Районы
| Фрегезии (районы) муниципалитета Серпа | Фрегезии (районы) муниципалитета Серпа | Фрегезии (районы) муниципалитета Серпа | Фрегезии (районы) муниципалитета Серпа | Фрегезии (районы) муниципалитета Серпа | Фрегезии (районы) муниципалитета Серпа | Фрегезии (районы) муниципалитета Серпа |
| -------------------------------------- | -------------------------------------- | -------------------------------------- | -------------------------------------- | -------------------------------------- | -------------------------------------- | -------------------------------------- |
| №                                      | Наименование                           | Оригинальное наименование              | Кол-во жителей чел.(2001)              | Территория км²                         | Плотность чел./км²                     | Почтовый индекс                        |
| 1                                      | Бриншеш                                | Brinches                               | 1 175                                  | 92,27                                  | 12,73                                  | 7830-000 BRINCHES                      |
| 2                                      | Вале-де-Варгу                          | Vale de Vargo                          | 1 073                                  | 57,92                                  | 18,53                                  | 7830-000 VALE DE VARGO                 |
| 3                                      | Вила-Верде-де-Фикалью                  | Vila Verde de Ficalho                  | 1 446                                  | 105,03                                 | 13,77                                  | 7830-000 VILA VERDE DE FICALHO         |
| 4                                      | Вила-Нова-де-Сан-Бенту                 | Vila Nova de São Bento                 | 3 430                                  | 241,69                                 | 14,19                                  | 7830-000 ALDEIA NOVA DE SAO BENTO      |
| 5                                      | Пиаш                                   | Pias                                   | 3 036                                  | 163,68                                 | 18,55                                  | 7830-000 PIAS SRP                      |
| 6                                      | Салвадор                               | Salvador                               | 4 379                                  | 288,82                                 | 15,16                                  | 7830-000 SERPA                         |
| 7                                      | Санта-Мария                            | Santa Maria                            | 2 184                                  | 154,33                                 | 14,15                                  | 7830-000 SERPA                         |